# Marko Vešović (književnik)
Marko Vešović (crnogorski: Марко Вешовић; Pape, Bijelo Polje, 14. ožujka 1945. − Sarajevo, 17. kolovoza 2023.) bio je crnogorski i bosanskohercegovački književnik. 
Diplomirao je i doktorirao iz područja književnosti.
Živio je i radio u Sarajevu. 
Tijekom rata u BiH se angažirao na razobličavanju velikosrpske politike. Osobito mu je značajno djelo ratne proze Smrt je majstor iz Srbije (1994.), u kojem je opisao i svoja prijeratna iskustva s Radovanom Karadžićem, nekoć kolegom pjesnikom. 
Jedno vrijeme bio je počasni predsjednik Liberalnog saveza Crne Gore.
Kolumnist u više crnogorskih i bosanskohercegovačkih novina.

## Važnija djela
- Nedjelja, 1970.;
- Osmatračnica, 1976.;
- Sijermini sinovi, 1979.;
- Rodonačelnik, 1982.;
- Četvrti genije, 1988.;
- Smrt je majstor iz Srbije, 1994.;
- Kralj i olupina, 1996.,
- Poljska konjica, 2002.